# Rifugio Alfredo Rivetti
Il rifugio Alfredo Rivetti è un rifugio a 2.150 m s.l.m., situato in un'isola amministrativa montana del comune di Andorno Micca, anche se il centro abitato più vicino è quello di Piedicavallo, in valle Cervo, nelle Alpi Biellesi.

## Caratteristiche e informazioni

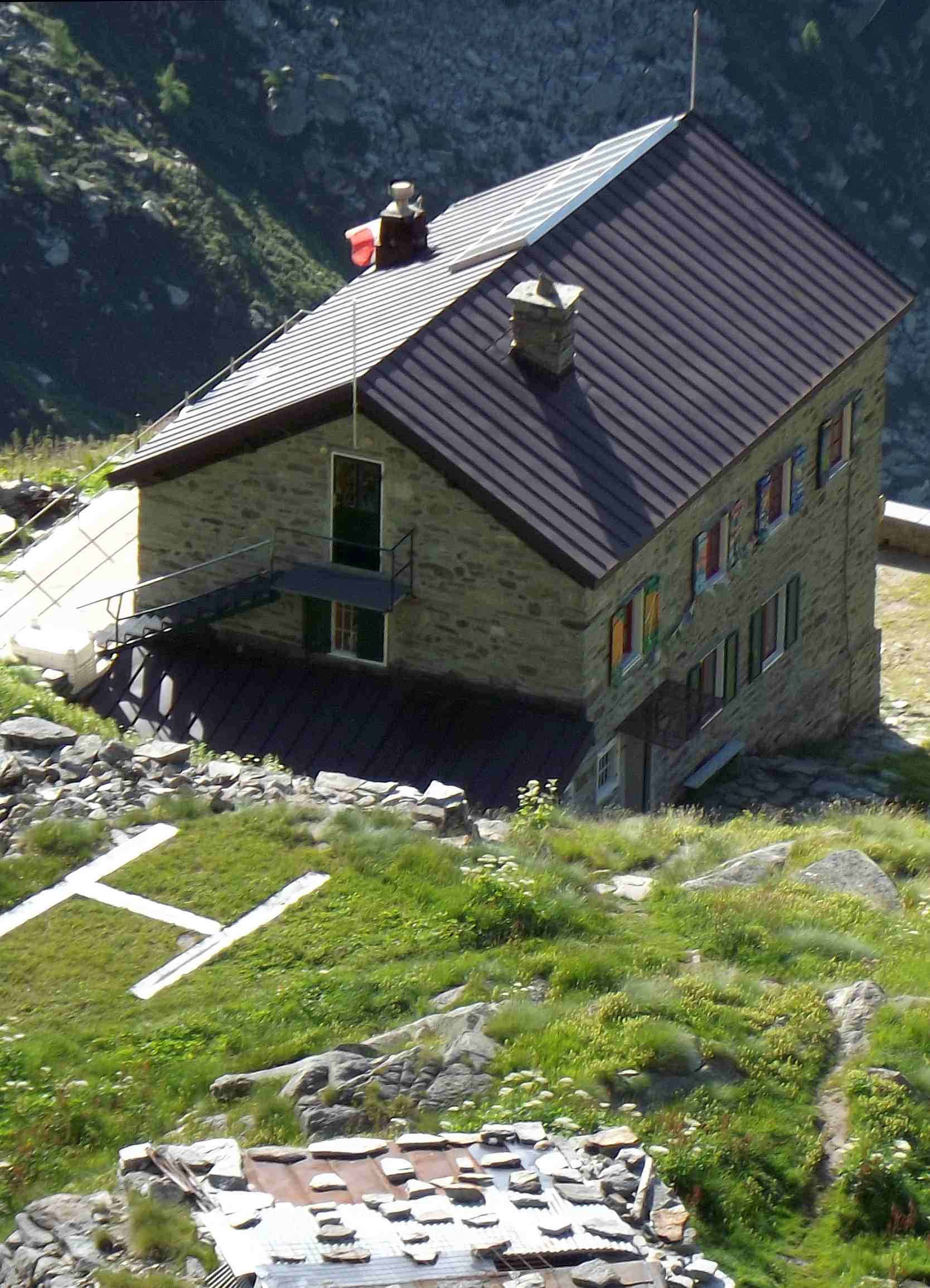
Il Rivetti d'estate

Nel 1909 la direzione del C.A.I. di Biella, presieduta da Maurizio Sella, decise lo stanziamento di Lire 500«quale primo contributo per la costruzione di un rifugio, sia pur modesto, nei pressi della Mologna Grande, per valorizzare un angolo delle nostre montagne a torto trascurato» ("Annuario C.A.I. 1945"); un ulteriore impulso in tale direzione venne dalla tragica morte di due alpinisti biellesi, Alfredo Rivetti (della importante famiglia di imprenditori tessili biellesi) e Giovanni Edelmann, travolti da una valanga poche centinaia di metri sotto il Colle della Mologna Grande (24 dicembre 1911).
Viene anche detto  "rifugio Rivetti alla Mologna Grande" in quanto si trova ai piedi del colle della Mologna Grande, colle che collega la valle Cervo con la valle del Lys. Alle spalle del rifugio è possibile trovare la parete di arrampicata detta parete della Madonnina.
Il rifugio è dotato di collegamento Internet satellitare, realizzato dalla Regione Piemonte nell'ambito del programma Wi-Pie. È stata anche installata una webcam che, nel periodo di apertura, permette di avere una visuale aggiornata ogni 5 minuti.

## Accessi
L'accesso più comodo al rifugio è la mulattiera che collega Piedicavallo al colle della Mologna Grande, a sua volta raggiungibile da Riva Valdobbia (Valsesia, VC) o dalla valle del Lys (o valle di Gressoney, AO).

## Ascensioni

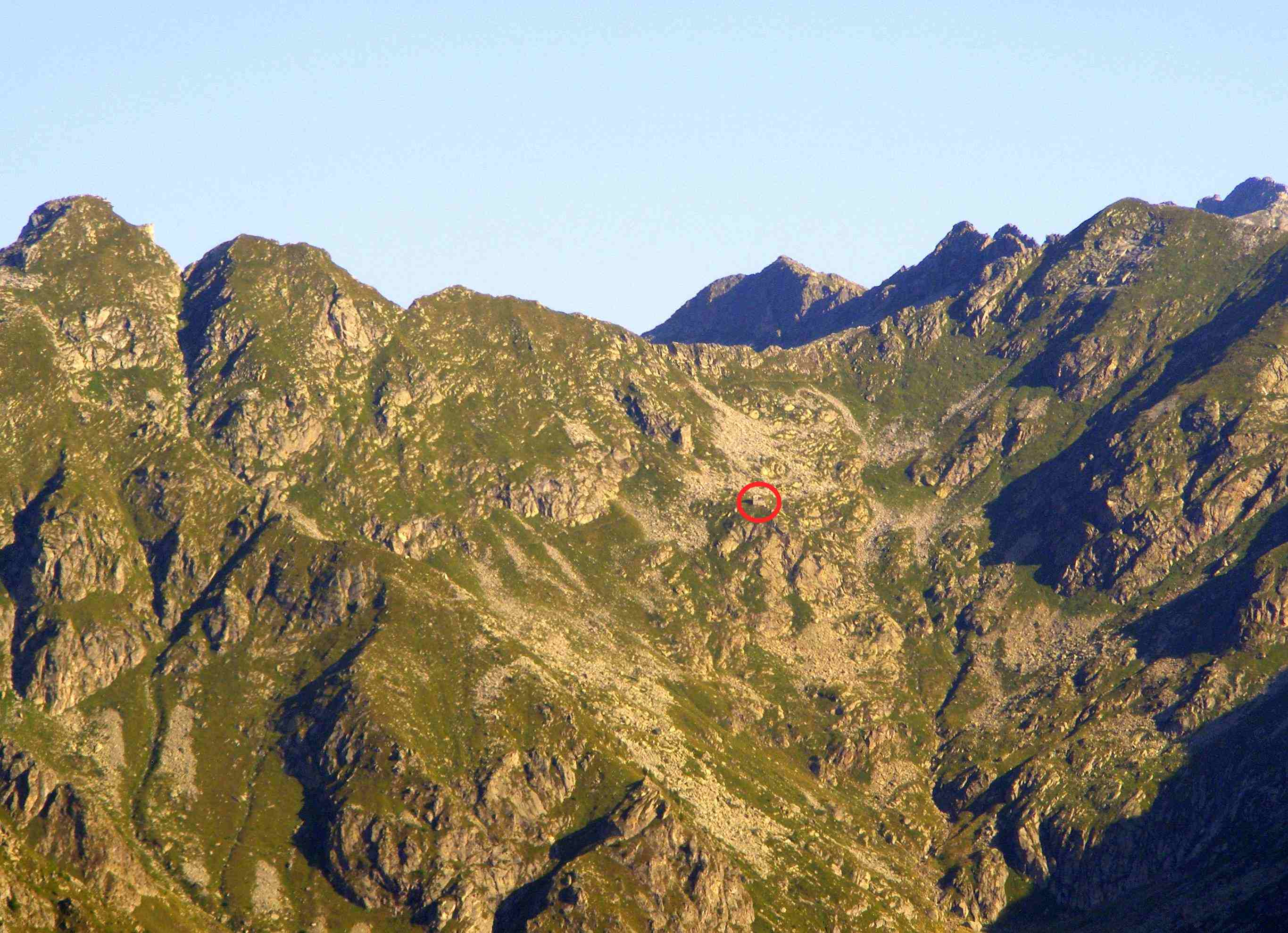
Collocazione rifugio (vista dal M.Mazzaro)

- Cima Tre Vescovi, passando per il Colle della Mologna Grande.
- Gemelli di Mologna.
- Punta Lazoney, passando per il colle Lazoney o per la bocchetta di Niel.

## Traversate
- Valle del Lys.
- Alpe del Maccagno e Riva Valdobbia (Valsesia, VC).
- Rifugio della Vecchia.

Il rifugio è anche posto tappa sia della dell'Alta via delle Alpi Biellesi che della Grande Traversata delle Alpi. Si trova inoltre sul percorso della tappa 17 dell'itinerario blu della Via Alpina, tra Gressoney-Saint-Jean e Piedicavallo, ed è la meta della quarta tappa dell'Alta via della Valle d'Aosta n. 1.

## Cartografia
- Carta dei sentieri della Provincia di Biella 1:25.00 - Biellese nord-occidentale, Provincia di Biella, 2004
- Cartografia ufficiale italiana dell'Istituto Geografico Militare (IGM) in scala 1:25.000 e 1:100.000, consultabile on line
- Carta dei sentieri e dei rifugi scala 1:50.000 n. 9 Ivrea, Biella e Bassa Valle d'Aosta, Istituto Geografico Centrale - Torino